# Termoelektrarna Šoštanj
Termoelektrarna Šoštanj krajše TEŠ je največja slovenska elektrarna po skupni inštalirani moči 1029 MW, s proizvodnimi enotami: Blok 6 600 MW, Blok 5 345 MW, Plinska turbina PE51 42 MW in Plinska turbina PE52 42 MW. Blok 6 je najsodobnejša proizvodna enota v EU. TEŠ deluje od leta 1959 (bližnja Termoelektrarna Velenje je delovala v letih 1929-1967), lokalni dobavitelj premoga je Premogovnik Velenje, odprt leta 1875.
TEŠ proizvede povprečno tretjino energije v državi, v kriznih obdobjih pa pokrivajo preko polovico porabe Slovenije. Povprečna letna električna energija se giblje med 3.500 in 3.800 GWh. Povprečna letna proizvodnja toplotne energije za daljinsko ogrevanje Šaleške doline znaša 400 - 450 GWh. Za omejeno letno proizvodnjo električne in toplotne energije porabijo med 3 in 4 milijoni ton (33 - 44 peta džula) velenjskega premoga v parnih blokih in okoli 60 milijonov Sm3 zemeljskega plina oz. ekvivalentno 58 milijonov litrov kurilnega olja (2 peta džula) v plinskih turbinah.  Blok 1 30 MW, blok 2 30 MW, blok 3 75 MW in blok 4 275 MW so ugasnili zaradi nerentabilnosti in zakonsko-ekološke neustreznosti. Blok 6 je najsodobnejša termoenergetska proizvodna enota v tem delu EU.
| Blok              | Nazivna moč generatorja |
| ----------------- | ----------------------- |
| Blok 1            | 30MW zaustavljen 2010   |
| Blok 2            | 30 MW zaustavljen 2008  |
| Blok 3            | 75MW zaustavljen 2014   |
| Blok 4            | 275 MW zaustavljen 2018 |
| Blok 5            | 345 MW                  |
| Plinska turbina 1 | 42 MW                   |
| Plinska turbina 2 | 42 MW                   |
| Blok 6            | 600 MW                  |

## Zgodovina
Odločitev o gradnji Termoelektrarne Šoštanj je bila sprejeta leta 1946. Pogojevale so jo velike potrebe po električni energiji ter velika ležišča premoga v Šaleški dolini. Z gradnjo so pričeli leta 1947 z planirano sovjetsko opremo in jo zaradi spora Tito-Stalin nadaljevali pet let kasneje z zahodno opremo. Leta 1956 so končali gradnjo dveh blokov, vsakega z močjo 30 MW. Leta 1960 je bil zgrajen blok 3 z močjo 75 MW, leta 1973 je pričel proizvajati električno energijo blok 4 z močjo 275 MW. Ker se je energetski položaj Slovenije hitro slabšal in je premog postajal vse pomembnejši energetski vir, je bil že leta 1973 izveden razpis za gradnjo naslednjega bloka. Na njem so sodelovala vsa pomembnejša svetovna podjetja za proizvodnjo termo energetskih blokov. Prva sinhronizacija bloka 5 s 345 MW je bila 25. septembra 1977. Skupna instalirana moč Termoelektrarne Šoštanj (TEŠ) je tako narasla na 755 MW in predstavlja največji elektroenergetski objekt v takratni Jugoslaviji. Skladno z izgradnjo je bila vgrajena tudi najmodernejša zahodna oprema v Evropi. Po osamosvojitvi Slovenije se je pričela do gradnja odžveplevalnih naprav na bloku 5 in bloku 4, bloke 1,2 in 3 pa so preklopili na čistilno napravo bloka 4. Ekonomika in ekologija proizvodnje se je začela zaostrovati, kajti prvi bloki so bili stari preko 50 let. Z do gradnjo dveh plinskih turbin moči 42 MW vsaka v parno-plinsko konfiguracijo (gretje napajalne vode parnega bloka), se je nadomestilo izpad blokov 1 in 2, vendar bistveno dražji energent - Ruski zemeljski plin ni prinesel želenih ekonomskih rezultatov. Odločitev izgradnje nadomestnega bloka 6 je omogočila tehnološko, ekološko-zakonsko in ekonomsko sanacijo že davno zastarelih enot pozno po letu 2000. Blok 6 s 600 MW inštalirane moči je tako nadomestil iztrošene in nerentabilne ter ekološko neustrezne parne premogove bloke 1,2,3,4. Blok 5 pa so revitalizirali z investicijami z namenom znižanja emisij v zakonsko dovoljene, vendar se z ekonomiko še vedno ne more približat sodobnemu bloku 6. Skupna električna inštalirana moč TEŠ se je tako zaokrožila na 1029 MW s 4 aktivnimi proizvodnimi enotami (blok 5 345MW, blok 6 600 MW, plinska enota 1 42MW, plinska enota 2 42MW).
| Leto | Referenčni objekt                   | Moč     | Specifična poraba premoga | Skupni izkoristek | Relativno izboljšanje izkoristka |
| ---- | ----------------------------------- | ------- | ------------------------- | ----------------- | -------------------------------- |
| 1902 | Enosmerni generator DC premogovnika | 12,9 kW | 12 kg/kWh                 | 3%                | /                                |
| 1905 | Lappova termoelektrna AC            | 216 kW  | 7 kg/kWh                  | 5%                | 71%                              |
| 1934 | Termoelektrarna Velenje blok 3      | 5 MW    | 3,5 kg/kWh                | 10%               | 200%                             |
| 1956 | Termoelektrarne Šoštanj blok 1      | 30 MW   | 1,4 kg/kWh                | 25%               | 250%                             |
| 1977 | Termoelektrarne Šoštanj blok 5      | 345 MW  | 1,05 kg/kWh               | 33%               | 33%                              |
| 2014 | Termoelektrarne Šoštanj blok 6      | 600 MW  | 0,8 kg/kWh                | 43%               | 31%                              |

| Datum         | Leto | Opis |
| ------------- | ---- | --- |
| 31. december  | 1946 | Odločitev v gradnji Termoelektrarne Šoštanj                                                                      |
| 1. januar     | 1954 | Izvršni svet Ljudske republike Slovenije ustanovi novo investicijsko podjetje, Termoelektrarno Šoštanj v gradnji |
| 16. maj       | 1956 | Obratovanje Bloka 1: 30 MW                                                                                       |
| 31. avgust    | 1956 | Obratovanje Bloka 2: 30 MW                                                                                       |
| 25. november  | 1960 | Obratovanje Bloka 3: 75 MW                                                                                       |
| 10. maj       | 1972 | Obratovanje Bloka 4: 275 MW                                                                                      |
| 25. september | 1977 | Obratovanje Bloka 5: 345 MW                                                                                      |
| -             | 1984 | Uresničili projekt zaprtega krogotoka izcednih voda iz deponije pepela                                           |
| -             | 1987 | Začeli uresničevati ekološko sanacijski program                                                                  |
| 29. marec     | 1995 | Zgraditi čistilno napravo bloka 4                                                                                |
| 5. april      | 2000 | Prejeli certifikat vodenja kakovosti 9001                                                                        |
| 27. december  | 2000 | Zgraditi čistilno napravo bloka 5                                                                                |
| 26. julij     | 2001 | Postali ena izmed družb Holdinga Slovenske elektrarne                                                            |
| 25. februar   | 2003 | Prejeli certifikat vodenja kakovosti 14001                                                                       |
| 13. maj       | 2005 | Prejeli certifikat vodenja kakovosti 18001                                                                       |
| 18. oktober   | 2008 | Trajno zaustavljen blok 2                                                                                        |
| 15. april     | 2008 | Obratovanje plinske turbine 1: 42 MW                                                                             |
| 30. junij     | 2008 | Podpisana je bila pogodba za dobavo glavne tehnološke opreme za Blok 6                                           |
| 3. september  | 2008 | Obratovanje plinske turbine 2: 42 MW                                                                             |
| 31. marec     | 2010 | Trajna zaustavitev bloka 1                                                                                       |
| -             | 2014 | Trajna zaustavitev bloka 3                                                                                       |
| 24. september | 2014 | Obratovanje bloka 6: 600 MW                                                                                      |

## Tehnični podatki
| Tehnične enote                     |       | Blok 3                        | Blok 4              | Blok 5              | Blok 6   |
| ---------------------------------- | ----- | ----------------------------- | ------------------- | ------------------- | -------- |
| Moč proizvedenega bloka            | MW    | 75                            | 275                 | 345                 | 600      |
|                                    |       |                               |                     |                     |          |
|                                    |       |                               |                     |                     |          |
| Kotel                              |       |                               |                     |                     |          |
| Zmogljivost kotla                  | t/h   | 2 x 140                       | 860                 | 1050                | 1515     |
| Tlak sveže pare                    | bar   | 98                            | 183                 | 183                 | 317      |
| Temparatura sveže pare             | °C    | 530                           | 540                 | 540                 | 603      |
| Tlak ponovno pregrete pare         | bar   | -                             | 42                  | 41,5                | 61       |
| Temperaturno ponovno pregrete pare | °C    | -                             | 545                 | 545                 | 611      |
| Število mlinov                     | kom   | 2 x 4                         | 6                   | 6                   | 8        |
| Zmogljivost mlina                  | t/h   | 18                            | 60                  | 75                  | 72       |
| Izkoristek kotla                   | %     | 86                            | 88                  | 89                  | 91+      |
| Stopnja izločanja elektrofiltrov   | %     | 99,7                          | 99,7                | 99,7                | 99,92    |
| Višina dimnika                     | m     | 100                           | 150                 | 230                 | (50) 164 |
|                                    |       |                               |                     |                     |          |
| Turbina                            |       |                               |                     |                     |          |
| Nazivna moč turbine                | MW    | 75                            | 275                 | 345                 | 600      |
| Tlak sveže pare                    | bar   | 93                            | 177,5               | 177,5               | 275      |
| Število vrtljajev                  | v/min | 3000                          | 3000                | 3000                | 3000     |
| Nazivna temparatura hladilne vode  | °C    | 27                            | 22                  | 22                  |          |
| Nazivna količina hladilne vode     | m3/h  | 13.000                        | 23.000              | 19.250              |          |
| Višina hladilnega stolpa           | m     | 60                            | 94                  | 94                  | 164      |
|                                    |       |                               |                     |                     |          |
| Generator                          |       |                               |                     |                     |          |
| Nazivna moč                        | MVA   | 94                            | 324                 | 406                 |          |
| Nazivna napetost                   | kV    | 10,5                          | 15,7                | 21                  |          |
| Nazivni tok                        | A     | 5160                          | 11.880              | 11.162              |          |
| Vzbujanje                          | -     | Kolektorski vzbujevalni stroj | Tristorsko statično | Tristorsko statično |          |
| Hlajenje (Vodik)                   | -     | H2                            | H2                  | H2                  |          |
|                                    |       | 1,5 bar                       | 3 bar               | 3,3 bar             |          |
|                                    |       |                               |                     |                     |          |
| Glavni blok transformator          |       |                               |                     |                     |          |
| Nazivna moč                        | MVA   | 94                            | 320                 | 377                 | 727      |
| Napetostno prestavno razmerje      | kV    | 10,5/121                      | 15,75/15            | 21/400              | 21/400   |
| Kratkostična napetost              | %     | 11                            | 7,7                 | 10,64               |          |
| Stik                               | -     | Yd5                           | Yd5                 | YNd5                |          |
|                                    |       |                               |                     |                     |          |
| Transformator BLR                  |       |                               |                     |                     |          |
| Nazivna moč                        | MVA   | 8                             | 32                  | 42                  |          |
| Napetostno prestavno razmerje      | kV    | 10,5/6,3                      | 15/10               | 21/10               |          |
| Kratkostična napetost              | %     | 7,9                           | 7,9                 | 9,86                |          |
| Stik                               | -     | Yy0                           | Yy0                 | Yy0                 |          |
|                                    |       |                               |                     |                     |          |
| Transformator SLR                  |       |                               |                     |                     |          |
| Nazivna moč                        | MVA   | 6,3                           | 35/35/8             | 35                  |          |
| Napetostno prestavno razmerje      | kV    | 115/6,3                       | 110/10              | 110/10              |          |
| Kratkostična napetost              | %     | 9,9                           | 8,4/6,3/4           | 12                  |          |
| Stik                               | -     | YNd5                          | YNd5                | YNd5                |          |

### Vizija podjetja
Termoelektrarna Šoštanj ostaja največji termoenergetski sistem v Sloveniji, ki zagotavlja zanesljivo, varno, konkurenčno in „okolju prijazno“ proizvodnjo električne in toplotne energije.

## Delovanje strojnih naprav

### Priprava bloka za zagon
Pri pripravi bloka za zagon se napolni parni kotel s tehnološko vodo - deionatom, ki ga se pridobiva s kemičnim čiščenjem pitne vode v posebnih filtrih z aktivnimi masami.
Tehnološka voda s črpalko se dovaja iz deionatnega rezervoarja v spodnji del kondenzatorja. Od tu se s črpalko prečrpavajo skozi predgrelnike kondenzata v kotlovski napajalni rezervoar. Iz njega črpalke potiskajo napajalno vodo skozi predgrelnike napajalne vode v kotel in napolnijo nagrevalni ter uparjalni del kotla.

### Zagon kotla
Pred zakuritvijo vključijo v obratovanje grelnika zraka, ventilatorje vleka in svežega zraka. Kotel in dimni kanali se morajo pred prižigom prezračiti. Sledi prižig plinsko oljnih gorilnikov, da se pregreje gorilna komora in doseže  pogoj za kurjenje s premogovnim prahom.

### Delovanje kotla
Zgorevanje premoga je končano v nekaj sekundah, nastalo toploto sprejmeta voda in nato para, ki se pretakata skozi kotlovske cevi]. 
Zaradi vleka ventilatorjev, ki vzdržujejo v kotlu mali podtlak, se goreči prah in dimni plini dvigujejo do vrha kotla. Dimne pline sesajo na poti iz kotla najprej skozi grelnika zraka, kjer oddajo večji del toplote svežemu zraku, nato pa skozi elektrofilter, kjer se iz njih izloči pepel. Od tu ventilatorja vleka potiskata dimne pline v napravo za razžveplanje in nato v dimnik.

### Čiščenje dimnih plinov
Pepel izpod elektrofiltra in žlindro izpod kotla se lahko pomešana z odplavno vodo prečrpavata iz bazena pepelne brozge na nasip pepela na področju saniranja ugreznin.

### Vstop pare v turbino
Zaradi toplotne energije, ki nastaja pri zgorevanju premoga, se voda v kotlovskih ceveh upari. Iz izločevalnika vode para teče v pregrevalnike pare, kjer se pregreje na končno želeno temperaturo. Izločeno vodo obtočna  črpalka potiska, ponovno v uparjalnik in tako vzdržuje prisilni obtok vode skozi uparjalnik kotla. Suho pregreto paro po parovodih vodijo v visokotlačni del turbine. Zaradi ekspanzije pare v turbini se toplotna energija pretvarja v mehansko energijo in tako vrti rotor turbine.

Izstopna para iz turbine se vrača v kotel na ponovno pregrevanje. Ponovno pregreta para priteka v srednjetlačni del turbine in nato v nizkotlačni del.

### Kondenzacija pare
Iz izločevalnika vode para teče v pregrevalnike pare, kjer se pregreje na končno želeno temperaturo. S tem pari odvzamejo kondenzacijsko toploto, da se lahko kondenzira v vodo in zbira na dnu kondenzatorja. 
Od tu jo kot glavni kondenzat ponovno prečrpavajo v sistem voda-para in tako vzdržujejo neprekinjen tehnološki proces. Večji del kondenzata dodatno kemijsko očistijo, da iz njega odstranijo nečistoče, ki jih je para prinesla s seboj s pretakanjem po ceveh.

### Hladilni sistem
Glavni hladilni sistem je napolnjen z dekarbonatizirano vodo, ki jo črpalki potiskata skozi hladilne cevi v kondenzator in od tu do razpršišča v hladilnem stolpu.
Zaradi vzgona zraka skozi hladilni stolp, se na razpršišču vrši prestop toplote iz hladilne vode na zrak. Skoraj polovico v kotlu pridobljene toplotne energije pri tem izgubimo, kar je vzrok za slab izkoristek kondenzacijske termoelektrarne.

### Generator in pridobivanje električne energije
Turbinske gredi so togo spojene z rotorjem generatorja. Rotor je vzbujen s statičnim tiristorskim sistemom in ustvarja elektromagnetno polje.  Pri 3000 vrtljajev/min se v statorskih navitjih inducira napetost 21,5 kV, ki jo blokovni transformator poviša na 420 kV. Generator torej mehansko energijo parnih turbin spreminja v električno energijo. Preko vklopnikov je sinhroniziran in z daljnovodi povezan s slovenskim in evropskim omrežjem.

## Delovanje električnih naprav

### Transformatorji
Turbinske gredi so togo spojene z rotorjem generatorja. Rotor je vzbujen s statičnim tiristorskim sistemom in ustvarja elektromagnetno polje.  Pri 3000 vrtljajev/min se v statorskih navitjih inducira napetost 21,5 kV, ki jo blokovni transformator poviša na 420 kV. Generator torej mehansko energijo parnih turbin spreminja v električno energijo. Preko vklopnikov je sinhroniziran in z daljnovodi povezan s slovenskim in evropskim omrežjem.

### Elektroenergetske zbiralnice
Energijo za zagon termoelektrarne dobijo iz 110 kV stikališča. S transformatorji splošnih rab znižajo na napetost visokonapetostnih porabnikov, odvisno od posameznih blokov. S to napetostjo napajajo zbiralnice in preko odklopnikov velike motorje ter transformatorje za nižje napetosti splošne rabe. Iz zbiralnic splošnih rab se napajajo med zagonom zbiralnice blokovnih rab, ki oskrbujejo z električno energijo visokonapetostne motorje in transformatorje za nižje napetosti. Ti pogoni služijo samo za obratovanje bloka, zato njihovo napajanje ne sme biti moteno zaradi zunanjih napak. 
Pri minimalni moči generatorja (cca 20 %) izvršijo preklop napajanja na transformator blokovne rabe.
Ta način obratovanja bloka je varnejši in cenejši, saj sedaj generator napaja blokovno rabo. 
Zbiralnice blokovnih in tudi splošnih rab so lahko enojne ali dvojne, odvisno od potrebne napajalne moči. To velja za visokonapetostne kot tudi za nizkonapetostne zbiralnice. Oskrba porabnikov z izmenično zagotovljeno in zasilno napetostjo 0,4 kV je urejena z dizel agregati in enosmernimi motor generatorji. Tudi ta razvod je urejen z zbiralnicami in z možnostjo preklopa iz osnovnega na rezervni vir.

### Stikališče
Stikališče je električni postroj, ki omogoča oddajanje ali prejemanje električne energije. V sled postopne izgradnje naprav v Termoelektrarni Šoštanj, so omrežju prilagojene visoke napetosti na posameznih blokih.
Blok 3 oddaja energijo v 110 KV sistem preko dvosistemskega stikališča. Stikališče je zgrajeno v zaprti oklopni izvedbi, z izolirnim plinom SF6 (žveplov heksafluorid) pritiska 6,2 bar v odklopnikih in 3,8 bar v postroju. Nazivni podatki so: Un = 123 kV, In = 2 kA, Ik3 = 31 kA, Iu = 80 kA.  Ravno plin SF6 omogoča zmanjšanje površine stikališča za štirikrat z ozirom na prostozračno stikališče. Upravljanje je izvedeno z računalniškim sistemom in možnostjo vklapljanja daljnovodnih polj iz Območnrega centra vodenja Maribor. Stikališče ima 15 vklopnih polj in sicer 3 za generatorje 1-3, zvezno polje, 5 daljnovodnih polj, 5 polj za transformatorje splošne rabe ter merilno polje.
Blok 4 oddaja energijo v 220 kV omrežje preko stikališča, ki je tudi v plinski izvedbi z SF6, vendar v prostozračni izvedbi. To stikališče je bilo kompletno zamenjano v letu 2002. Tlak plina v odklopnikih je 0,78 bar. Nazivni podatki so: Un = 245 kV, In = 1,25 kA, Ik3 = 40 kA, Iu = 100 kA.

### Generatorji
Generator je sinhronski stroj, ki pretvarja mehansko energijo v električno. Glavna sestavna dela generatorja sta stator in rotor. Vzbujalno navitje, ki je položeno v utore rotorja, napajajo z enosmernim tokom preko ščetk in drsnih obročev ter ustvarijo magnetne pole. Da se inducira eklektična napetost v navitjih statorja, se mora rotor vrteti. Za priključitev generatorja v omrežje so potrebni določeni pogoji in sicer: frekvenci generatorja in omrežja morata biti enaki, kar se doseže z rotorjem, ki se mora vrteti sinhrono z omrežjem.

### Skupne naprave
Pretvorba kemijske energije v gorivih v toplotno energijo se vrši v napravah, ki se imenujejo parni kotli. Toplotno energijo pare spreminjajo v mehansko energijo v parnih turbinah. Električni generator pa mehansko energijo spreminja v električno energijo.
Te tri naprave so glavni pretvorniki in brez enega izmed njih ni proizvodnje električne energije. Zaustavitev ali izpad enega od teh pomeni zaustavitev termoelektrarne.

## Vpliv na okolje
Elektrarna ima okoljski certifikat ISO 14001. V načrtu je nadaljevanje ekološke sanacije v skladu s Kjotskim sporazumom znižanje emisij in zadržanje kakovosti voda.

### Razžveplevanje dimnih plinov
Za izločanje žveplovih dioksidov iz dimnih plinov uporabljajo mokri kalcitni postopek. Velika prednost tega postopka je visoka učinkovitost (do 95 %) in poceni absorbcijsko sredstvo, to je mleti apnenec (CaCO3 ). Produkt procesa razžveplanja dimnih plinov (RDP) je sadra (CaSO4 X 2H2O), ki ni škodljiva za okolje, primerno obdelana pa se lahko uporablja tudi v gradbeništvu. Proces temelji na absorpciji žveplovega dioksida iz dimnih plinov v suspenzijo, kjer tvori s kalcitom stabilen produkt (sadro). V absorpcijski koloni prihaja v protitoku do kontakta med dimnim plinom in suspenzijo. Nevtralizacijsko sredstvo je kalcit. Razlike parcialnih tlakov SO2 v dimnem plinu in tekočini povzročajo prehod SO2 v razpršeno suspenzijo, kjer se hidratizira, pri čemer nastane žveplova (IV) kislina, ki zelo hitro disociira. Pri raztapljanju CaCO3 se nevtralizirajo vodikovi ioni, nastane ogljikova kislina, ki disociira v H2O in CO2, ta pa zapušča tekočo fazo in se odvaja skupaj z dimnimi plini.

## Proizvodne enote
V termoelektrarni Šoštanj (TEŠ) uporabljajo dva sistema označevanja za dele elektrarne: prvotno so naštevali faze graditve, kasneje pa se je bolj uveljavilo označevanje po blokih - posameznih postrojih. Prva faza (faza I) je obsegala dve enaki enoti: kotlovsko-turbinska bloka 1 in 2 s po 30 MW električne moči, vse naslednje faze pa so obsegale po en blok

### Faza I, bloka 1 in 2
Dva enaka kotlovsko-turbinska bloka s po 30 MW električne moči sta bila dograjena v letih 1954 in 1956. Obe proizvodni enoti sta ustavljeni: Blok 2 je bil ustavljen leta 2008, blok 1 pa 31. marca 2010 . Obdobje obratovanja bloka, 319.553,54 ur v 54 letih, je precej nad povprečjem za tovrstne naprave; je pa večina sestavnih delov, ki so podvrženi obrabi, bila zamenjana.  V življenjski dobi je blok 1 proizvedel 7.435.703.800 kWh, za kar je porabil 10.582.000 ton premoga oziroma 1,42 kg/kWh.